# Großer Hurrikan von 1780
Der Große Hurrikan von 1780, im englischsprachigen Raum Great Hurricane of 1780 oder auch Hurricane San Calixto II., wird als bislang tödlichster atlantischer Hurrikan betrachtet. Rund 22.000 Menschen starben, als der Sturm vom 10. bis zum 16. Oktober 1780 über die Inseln Martinique, St. Eustatius und Barbados hinwegfegte. Dazu verloren tausende von Seeleuten ihr Leben in Seenot.
Der Hurrikan traf die Karibik während des Amerikanischen Unabhängigkeitskrieges und forderte so auch viele Opfer unter den Männern der britischen und der französischen Flotte, die sich um das Gebiet stritten. Der britische Admiral George Rodney verlor acht von zwölf Kriegsschiffen und die meisten seiner Seeleute, als während der Fahrt von New York nach Westindien die Schiffe verstreut und beschädigt wurden.
Ein Kundschafter, der von der britischen Krone ausgesandt worden war, berichtete, dass sich der Sturm zwei Tage lang bei Barbados aufhielt. Die Zerstörung war so gewaltig, dass er die Hurrikanschäden für ein Zusammenspiel aus Sturm, Regen und einem Erdbeben hielt, denn die Insel Barbados wurde fast völlig dem Erdboden gleichgemacht. Praktisch jede Familie der Insel verlor ein Familienmitglied.
Andere schwere atlantische Stürme waren der Hurrikan von Galveston 1900, der Hurrikan Mitch von 1998 oder der Hurrikan Katrina von 2005, die jedoch allesamt weniger Todesopfer forderten als der Große Hurrikan von 1780.
| Rang                                                  | Hurrikan                 | Jahr | Todesopfer    |
| ----------------------------------------------------- | ------------------------ | ---- | ------------- |
| 1                                                     | Großer Hurrikan von 1780 | 1780 | 22.000+       |
| 2                                                     | Hurrikan Mitch           | 1998 | 11.000–18.000 |
| 3                                                     | Galveston-Hurrikan 1900  | 1900 | 6.000–12.000  |
| 4                                                     | Hurrikan Fifi            | 1974 | 8.000–10.000  |
| 5                                                     | San-Zenon-Hurrikan       | 1930 | 2.000–8.000   |
| 6                                                     | Hurrikan Flora           | 1963 | 7.186–8.000   |
| 7                                                     | Pointe-à-Pitre           | 1776 | 6.000+        |
| 8                                                     | Neufundland-Hurrikan     | 1775 | 4.000–4.163   |
| 9                                                     | Okeechobee-Hurrikan      | 1928 | 3.375–4.075   |
| 10                                                    | San-Ciriaco-Hurrikan     | 1899 | 3.064–3.433+  |
| Rangordnung nach der höchsten angenommenen Opferzahl. |                          |      |               |